# Let Us Prey (альбом Electric Wizard)
Let Us Prey — четвертий студійний альбом англійської дум-метал гурту Electric Wizard . Він був випущений на Rise Above Records у 2002 році і став останнім альбомом, на якому був представлений оригінальний склад Electric Wizard. Після його виходу Тім Бегшоу та Марк Грінінг продовжили сформувати Ramesses .
Вінілове видання було спочатку надруковано The Music Cartel на одному LP. Пізніше Rise Above перевидали вінілову версію у вигляді 2 LP з бонус-треком «Mother of Serpents». Цей трек також з'являється в японській версії альбому, а також на компакт-дисках, перевиданих як на Rise Above, так і на Candlelight Records .

## Музичний стиль
Let Us Prey був продовженням більш абразивного дум-металу з їхнього попереднього альбому Dopethrone. У ньому було більше експериментів і гітарних шарів на деякі пісні. Він також незвичайний, оскільки він набагато коротший (43 хвилини і 51 секунда), ніж інші альбоми Electric Wizard (за винятком їх однойменного дебютного альбому і Wizard Bloody Wizard), і не містить друкованих текстів, що ускладнює їх розшифровку.
У спілкування з Kerrang! у липні 2009 року Джас Оборн згадав:
«I think that was our Genesis record. We were all just about the studio, and we wanted to create music using the studio. We were really into the idea of recording then, this pretty technical album. We wanted to be experimental, like trying out some horror movie type stuff, just to see how it works. Each song was like an idea, we didn't write it. We just got an idea, and went with that for how we wanted that to sound».

## Трек-лист

### Оригінал
| #  | Назва                                                               | Тривалість |
| -- | ------------------------------------------------------------------- | ---------- |
| 1. | «...A Chosen Few»                                                   | 6:35       |
| 2. | «We, the Undead»                                                    | 4:29       |
| 3. | «Master of Alchemy» - «I. House of Whipcord» - «II. The Black Drug» | 9:23       |
| 4. | «The Outsider»                                                      | 9:19       |
| 5. | «Night of the Shape»                                                | 4:03       |
| 6. | «Priestess of Mars»                                                 | 10:01      |

### Бонусна пісня на японській версії та перевидання
| #  | Назва                | Тривалість |
| -- | -------------------- | ---------- |
| 7. | «Mother of Serpents» | 5:56       |

## Персонал
- Юс Оборн — гітара, вокал
- Тім Бегшоу — бас
- Марк Грінінг — ударні, фортепіано
- Пол Сакс — скрипка на «Night of the Shape»
- Стівен О'Меллі — твір мистецтва
- Всі тексти — Jus Oborn
- Вся музика — Electric Wizard

## Історія випуску
| Year | Label            | Format | Country | Out of Print? | Notes |
| ---- | ---------------- | ------ | ------- | ------------- | --- |
| 2002 | Rise Above       | CD     | U.K.    | Yes           | Original CD release                                                                                                   |
| 2002 | JVC Victor       | CD     | Japan   | Yes           | Includes bonus track                                                                                                  |
| 2002 | The Music Cartel | CD     | U.S.    | Yes           | |
| 2002 | The Music Cartel | LP     | U.S.    | Yes           | features slightly different cover art                                                                                 |
| 2006 | Rise Above       | 2LP    | U.K.    | Yes           | Includes bonus track; features slightly different cover art; limited 1100 copies (100 clear; 500 deep red; 500 black) |
| 2006 | Rise Above       | DigiCD | U.K.    | No            | Remastered version; includes bonus track                                                                              |
| 2008 | Candlelight      | DigiCD | U.S.    | No            | Remastered version; includes bonus track                                                                              |